# 失憶男和三姐妹
《失忆男和三姐妹》是狸軟件（たぬきそふと）在2012年12月21日發售的戀愛冒險類型成人遊戲，當中由野野原幹負責原畫，華南戀、和泉萬夜、神樂坂ナオ共同擔當編劇。
《失忆男和三姐妹》擁有多條劇情分支路線，每條路線皆有一系列預先設定的場景和人物互動。其主要聚焦於三名女主角跟玩家角色的互動，並刻畫了角色之間的性行為。整個故事以主角早稻田伊知朗的視角作切入點。他原是個想尋死的無業人士，不過卻因為被女主角華野梨咲子的電單車撞到而短暫失去記憶，梨咲子於是請他來到華野一家暫住。
這部作品在開售後隨即登上日本全國美少女遊戲銷量排行榜第3位；日本美少女遊戲暨動漫相關商品銷售網站Getchu屋的最暢銷遊戲排行榜第3位。及後亦在2013年度的萌系遊戲大賞中獲得色情系作品獎PINK的金獎。

## 遊戲系統

《失憶男和三姐妹》的遊玩介面，圖中女主角華野美咲正在跟玩家角色早稻田伊知朗對話

《失憶男和三姐妹》採取戀愛冒險的遊玩方式。玩家所扮演的是本作的男主角早稻田伊知朗。大部分的劇情玩家會以他的的視角進行遊戲。遊戲中全部角色皆有語音，只有玩家角色沒有。玩家遊玩時需要閱覽熒幕上所顯示的文本和遊戲所發出的聲音，以了解故事情節和人物之間的對話。它們會與人物拼合圖和背景一同出現，用以表示伊知朗對話的對象。玩家亦會在故事中遇見代替背景和人物拼合圖的電腦圖形。《失憶男和三姐妹》擁有多條劇情分支路線，每條路線的結局皆有所不同。玩家的選擇最終會影響進入哪條路線，從而影響結局。
本作角色之間的關係亦帶有一定性意味。有關場景包括手交、口交、性交。玩家在某些預設的段落中須選擇行為選項，對話框的下一段文本在做出選擇前並不能夠顯示。玩家必須反覆載入選項頁面並選擇不同的選項，才能夠觀覽存於不同路線的劇情。《失憶男和三姐妹》擁有幾個不同的結局。

## 故事
本作的男主角早稻田伊知朗原是個打算尋死的失業人士，不過他為了能在死之前看到住在附近的少女的內褲，而躺在她日常駛經的馬路上。不過他卻因此而被該名少女華野梨咲子的電單車撞到，失去記憶。梨咲子於是決定讓伊知朗住在自己的家，跟她的兩位妹妹華野美咲和華野楓花一起居住。伊知朗在華野一家成為了打理日常細事的家庭主夫，沒過多久亦取回了自己的記憶，不過他卻因為想跟三姐妹繼續一起居住而假裝失憶。之後更為了滿足自己的性慾而開展各種的行為。

## 角色
華野梨咲子
華野家的長女。性格開朗。思考方式較為奇特。因自己的電單車撞到主角伊知朗而決定讓他來家暫住。
華野美咲
華野家的次女。对於自家的經濟狀況較为擔憂，於是决定在网上賣自己的内褲來養家。因為伊知朗初次跟她見面時便盯著她的內褲，而對之留下壞印象。
華野楓花
華野家的三女。性格開朗。由於缺乏雙親照顧的關係，在兩位姐姐面前會十分乖巧，並想讓伊知朗成為自己的父親。

## 開發
《失憶男和三姐妹》是狸軟件的第5部作品。在發行本作之前，它曾推出推出《微少女》和《少交女》等蘿莉題材作品。曾於上述兩部作品負責原畫的野野原幹，再次於《失憶男和三姐妹》負責以上項目。華南戀、和泉萬夜、神樂坂ナオ共同擔當本作的編劇。

## 發行
狸軟件在2012年8月開放給大眾預約此作。及後在9月14日開設本作的官方網站。11月20日，狸軟件發佈了本作的免費試玩版，予供公眾下載試玩。DVD正式版在12月21日推出，同時相容Windows XP/Vista/7。部分商店會為購入者贈送像廣播劇CD、抱枕套、電話卡般的贈品。DMM在2017年12月8日推出本作的下載版。

## 評價
根據成人遊戲雜誌《PCpress》於2012年11月中旬對日本全國主要遊戲商店的統計，在眾多預定於2012年12月或之後發售的美少女遊戲當中，《失憶男和三姐妹》的預約數量排第8位。《PCpress》亦統計了它的銷量：在2012年12月，《失憶男和三姐妹》的銷量於日本全國美少女遊戲中排第3位，到了次月亦排在第34位。《PCpress》在評論它登上銷量排行榜第3位時形容，狸軟件的風格順利吸引到不少玩家的注意。
它在日本美少女遊戲暨動漫相關商品銷售網站Getchu屋的2012年12月最暢銷遊戲排行榜上同排第3位。到了Getchu屋的2012年全年銷售量排行榜時則排在第38位。
此外《失憶男和三姐妹》亦在2013年度萌系遊戲大賞中獲得色情系作品獎PINK的金獎，成人遊戲雜誌《Pasocom Paradise》的總編丸山和己在評論它得獎一事時表示，本作主角為看到內褲而被電單車撞到的劇情「蠢得來又十分歡樂」，並對本作的內褲電腦圖形（CG）表示好評。

## 外部連結
- 官方網站的互聯網檔案館備份（日語）